# Vis (miasto)
Vis (wł. Lissa) – miasto w Chorwacji, w żupanii splicko-dalmatyńskiej, siedziba miasta Vis. Leży na północnym wybrzeżu wyspy o tej samej nazwie. W 2011 roku liczył 1672 mieszkańców.